# مات ويست
مات ويست (بالإنجليزية: Matt West)‏ هو لاعب كرة قاعدة أمريكي، ولد في 21 نوفمبر 1988 في هيوستن في الولايات المتحدة.

## وصلات خارجية
- مات ويست على موقع دوري كرة القاعدة الرئيسي (الإنجليزية)
- مات ويست على موقع الدوري الياباني لكرة القاعدة (الإنجليزية)
- مات ويست على موقعبيزبول رفرنس.كوم (الدوري الرئيسي) (الإنجليزية)
- مات ويست على موقعبيزبول رفرنس.كوم (الدوري الثانوي) (الإنجليزية)
- مات ويست على موقع إي إس بي إن.كوم (أم.أل.بي) (الإنجليزية)
- مات ويست على موقع مشجعي الرسوم البيانية (الإنجليزية)